# میدان (دمشق)
میدان (به عربی: المیدان) یک منطقهٔ مسکونی در سوریه است که در استان دمشق واقع شده‌است. میدان ۱۷۷٬۴۵۶ نفر جمعیت دارد.